# Jerseyský skot
Jerseyský skot, též jersey, je malé dojné plemeno charakteristické jemnou štičí hlavou, ušlechtilou tělesnou stavbou a vysokým obsahem bílkoviny a tuku v mléce. Je to druhé nejrozšířenější plemeno mléčného skotu na světě. Pochází z ostrova Jersey v průlivu La Manche a společně s příbuzným plemenem guernseyského skotu se označuje jako kanálové plemeno.

## Historie a současné rozšíření plemene
Plemeno pochází ze skotu původem z Normandie a Bretaně, který byl dovezen na ostrov Jersey. Čistokrevně je chováno již přes 600 let a v Anglii bylo známé už v 18. století jako plemeno s mlékem vhodným pro výrobu másla. Od roku 1789, kdy byl zakázán import skotu na ostrov, se chová odděleně, naprosto bez přílivu cizí krve. Plemenná kniha byla založena v roce 1866. Poté se plemeno rozšířilo i do zahraničí, v roce 1850 bylo dovezeno do Spojených států, v roce 1862 na Nový Zéland. V současnosti je jersey nejvíce chována právě na Novém Zélandu, v Evropě je kromě Velké Británie ve větším množství chována v Dánsku, do Česka byl jerseyský skot dovezen v 60. letech 20. století a v současné době je zde chováno 2200 kusů krav, převážně v malých stádech..

## Charakteristika
Jerseyský skot je drobný skot jemné konstituce, krávy dosahují kohoutkové výšky pouze 117–125 cm a živé hmotnosti 350–420 kg. Tělesný rámec je obdélníkový, hrudník je hluboký a břicho prostorné, osvalení jen slabé. Utvářením těla představuje výrazný mléčný užitkový typ skotu. Typická je štičí hlava s širokým čelem a velkýma výraznýma očima. Zvířata jsou od přírody rohatá, většinou jsou však odrohovaná. Končetiny jsou suché, paznehty jsou tmavě pigmentované a ve srovnání s hmotností těla mají největší nášlapovou plochu ze všech plemen skotu. Vemeno je prostorné, hluboké dobře upnuté s výrazným závěsným vazem. Barva srsti je žlutohnědá, odstín kolísá od krémové až po červenou, na hlavě, ramenou a kyčlích je barva tmavší, častý je úhoří pruh na hřbetě a tmavě pigmentovaný mulec je světle obrouben.
Je to plemeno, které má nejvyšší relativní mléčnou užitkovost v poměru k tělesné hmotnosti, mléko má vysoký obsah bílkovin, od 4,1-4,4 % a velmi vysoký obsah tuku, 6,2–7,5 %. Tukové kapénky jsou velké a usnadňují stloukání na máslo, vysoký obsah pevných složek též předurčuje toto mléko k výrobě sýrů. Díky velkému obsahu beta-karotenu je žlutě zbarvené. V současnosti je průměrná užitkovost českých jerseyských krav 6000 kg mléka za laktaci u starších krav a 5450 kg mléka u  prvotelek.
Masná užitkovost je jen velmi malá: jatečná výtěžnost vyřazených krav je velice nízká, lůj starších zvířat je navíc sytě žlutě zbarvený, takže se maso podobá koňskému. Mladá zvířata se nedají vykrmit do vyšší hmotnosti a porážejí se už při hmotnosti 200–250 kg.
Jerseyský skot je raný, jalovice se poprvé zapouštějí ve věku 14-15 měsíců a telí se ve věku dvou let. Novorozená telata váží 20–30 kg. Konstituce je pevná, zvířata jsou dlouhověká a dobře využívají objemných krmiv a pastvy. Je však náročný na kvalitu podávaných krmiv a zvláště odchovávaná telata vyžadují dobrou zootechnickou péči.

## Fotogalerie

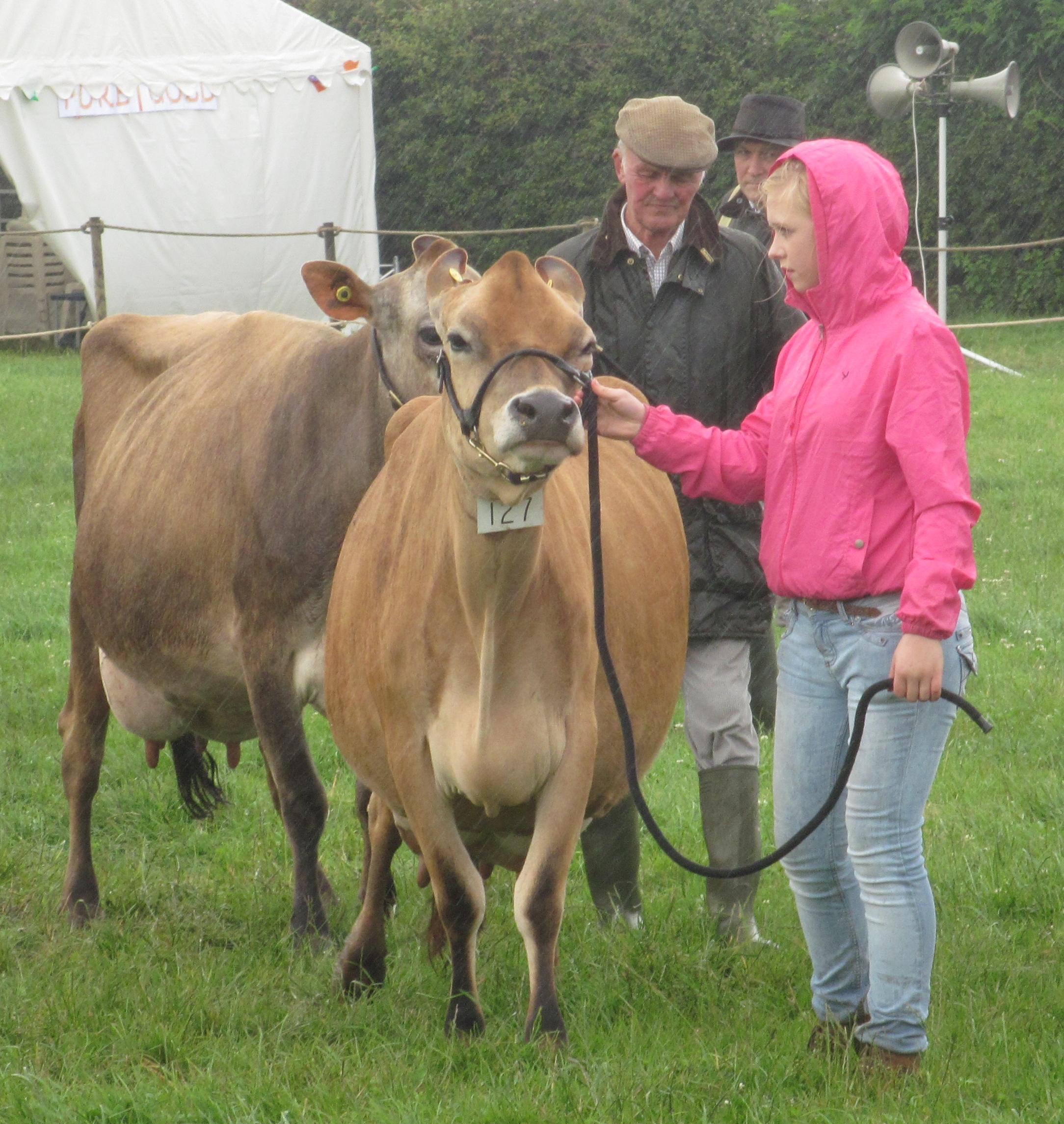
Jerseyské krávy na výstavě skotu
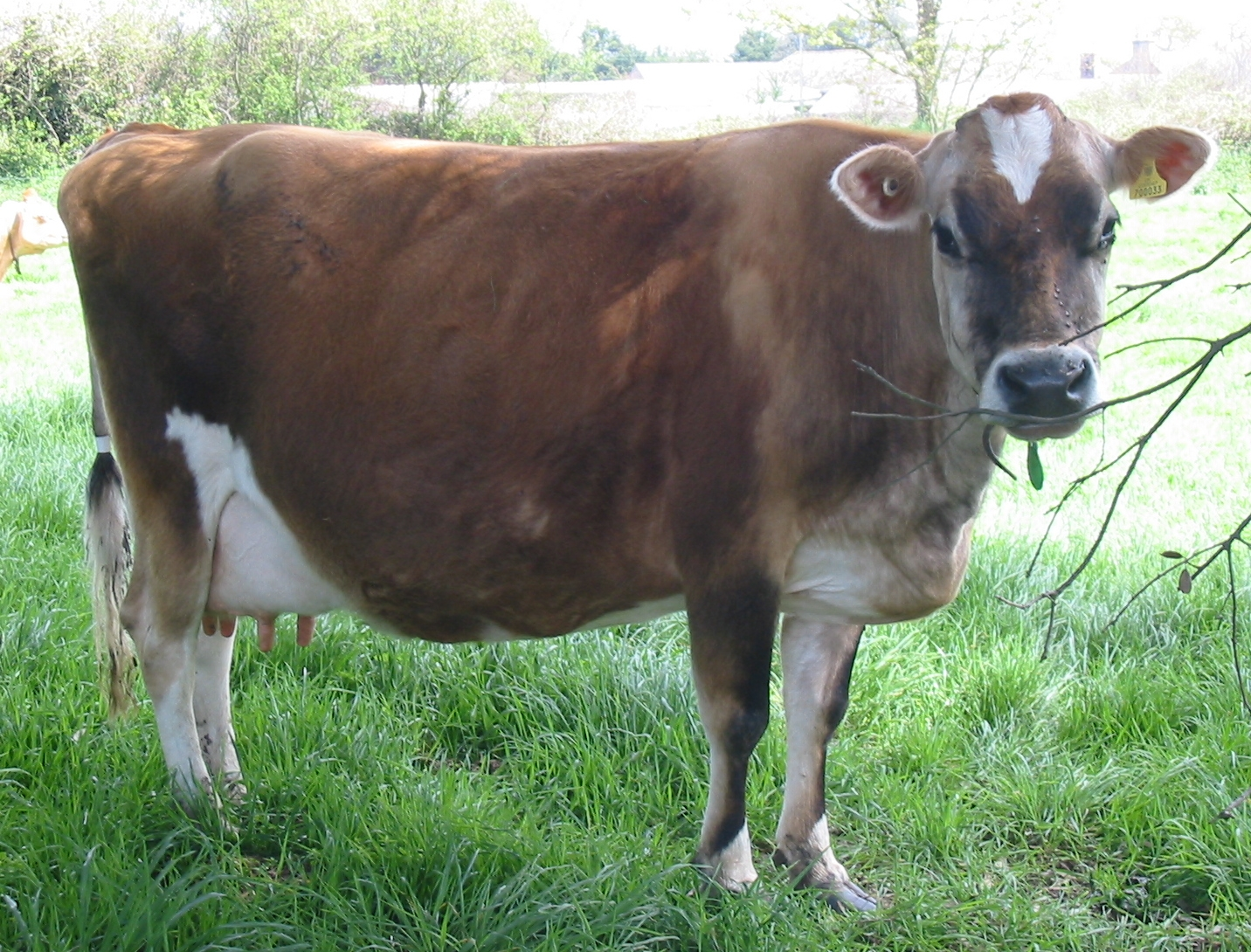
Kráva jerseyského plemene
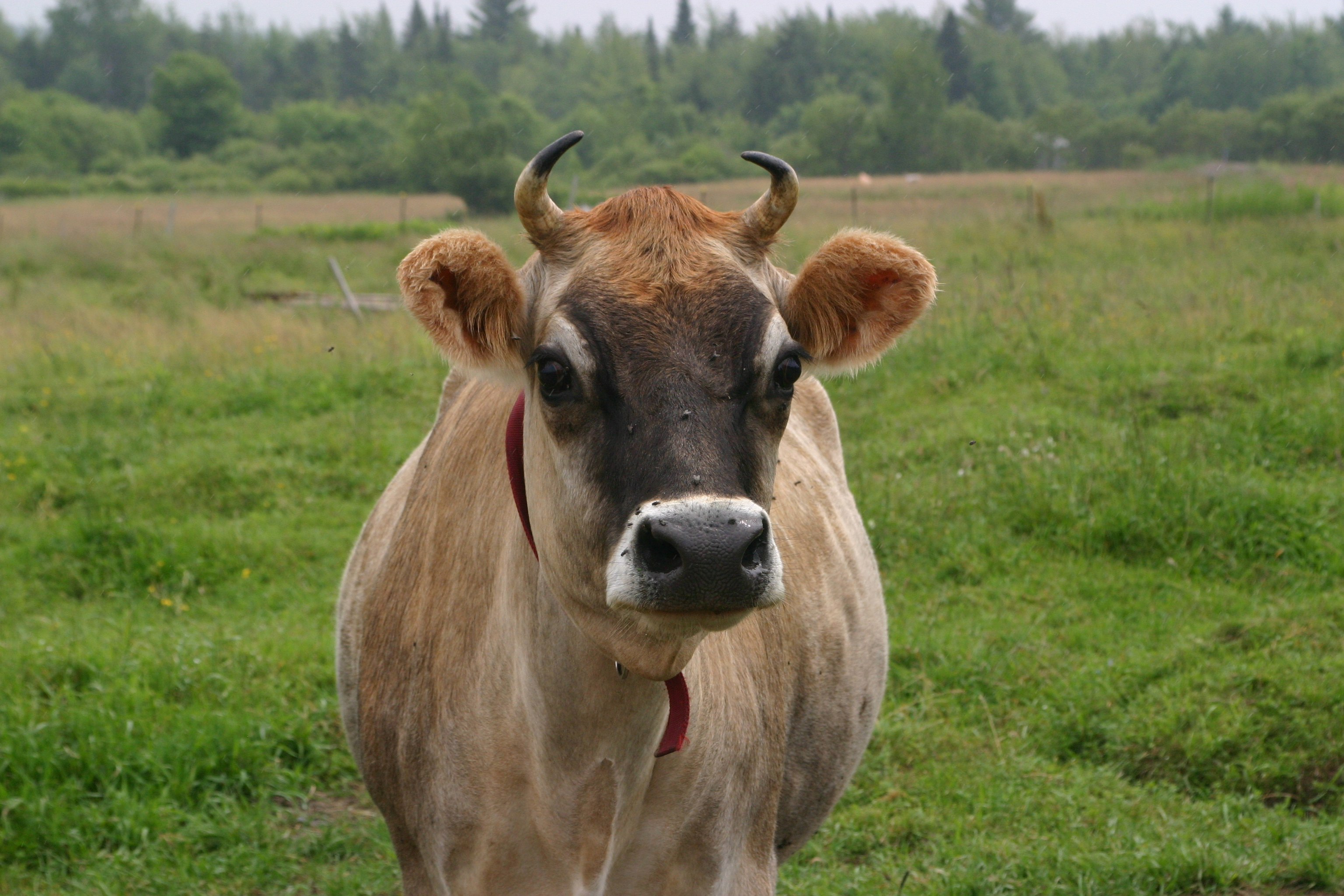
Rohaté zvíře
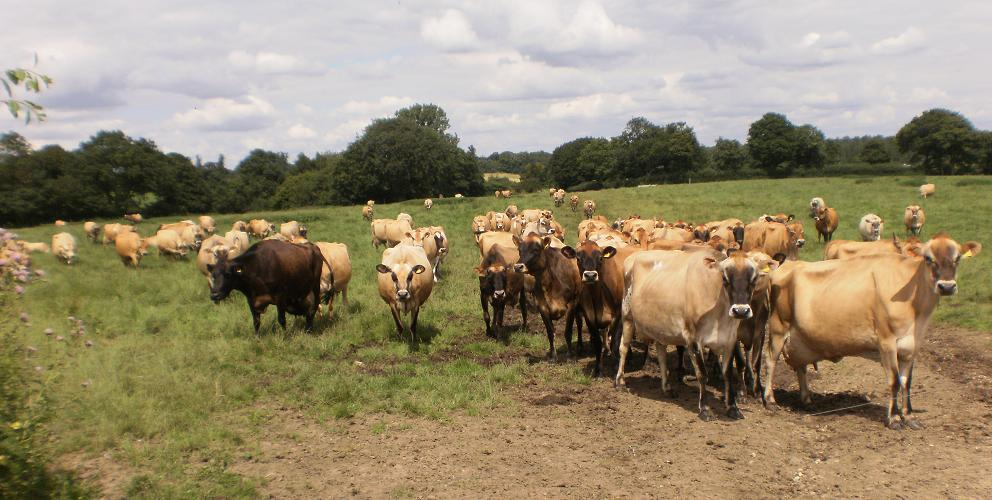
Pasoucí se jersejky